# العلاقات الفلبينية الإيطالية
العلاقات الفلبينية الإيطالية هي العلاقات الثنائية التي تجمع بين الفلبين وإيطاليا.

## مقارنة بين البلدين
هذه مقارنة عامة ومرجعية للدولتين:
| وجه المقارنة                                              | الفلبين                       | إيطاليا                                                  |
| --------------------------------------------------------- | ----------------------------- | -------------------------------------------------------- |
| المساحة (كم2)                                             | 343.45 ألف                    | 301.34 ألف                                               |
| عدد السكان (نسمة)                                         | 104.92 مليون                  | 60.60 مليون                                              |
| الكثافة السكانية (ن./كم²)                                 | 305.49                        | 201.1                                                    |
| العاصمة                                                   | مانيلا                        | روما، فلورنسا، تورينو                                    |
| اللغة الرسمية                                             | اللغة الفلبينية، لغة إنجليزية | اللغة الإيطالية                                          |
| العملة                                                    | بيسو فلبيني                   | يورو، ليرة إيطالية                                       |
| الناتج المحلي الإجمالي (بليون دولار)                      | 313.60 مليار                  | 1.93 تريليون                                             |
| الناتج المحلي الإجمالي (تعادل القوة الشرائية) بليون دولار | 743.90 مليار                  | 2.26 تريليون                                             |
| الناتج المحلي الإجمالي الاسمي للفرد دولار أمريكي          | 2.90 ألف                      | 29.96 ألف                                                |
| الناتج المحلي الإجمالي للفرد دولار أمريكي                 | 7.39 ألف                      | 35.46 ألف                                                |
| مؤشر التنمية البشرية                                      | 0.668                         | 0.873                                                    |
| رمز المكالمات الدولي                                      | +63                           | +39                                                      |
| رمز الإنترنت                                              | .ph                           | .it                                                      |
| المنطقة الزمنية                                           | توقيت الفلبين                 | توقيت وسط أوروبا، ت ع م+01:00، ت ع م+02:00، أوروبا/روما ‏ |

## منظمات دولية مشتركة
يشترك البلدان في عضوية مجموعة من المنظمات الدولية، منها:
| علم المنظمة | اسم المنظمة                               | تاريخ انضمام الفلبين | تاريخ انضمام إيطاليا |
| ----------- | ----------------------------------------- | -------------------- | -------------------- |
|             | يونسكو                                    | 21 نوفمبر 1946       | ?                    |
|             | الفريق المعني برصد الأرض                  | ?                    | ?                    |
|             | مؤسسة التمويل الدولية                     | 12 أغسطس 1957        | 27 ديسمبر 1956       |
|             | المركز الدولي لتسوية المنازعات الاستشارية | 17 ديسمبر 1978       | 28 أبريل 1971        |
|             | بنك التنمية الآسيوي                       | 1966                 | 1966                 |
|             | منظمة حظر الأسلحة الكيميائية              | ?                    | ?                    |
|             | مؤسسة التنمية الدولية                     | 28 أكتوبر 1960       | 24 سبتمبر 1960       |
|             | منظمة التجارة العالمية                    | 1995                 | 1995                 |
|             | وكالة ضمان الاستثمار متعدد الأطراف        | 8 فبراير 1994        | 29 أبريل 1988        |
|             | الاتحاد البريدي العالمي                   | ?                    | ?                    |
|             | الاتحاد الدولي للاتصالات                  | 25 مايو 1912         | 1866                 |
|             | منظمة الشرطة الجنائية الدولية             | ?                    | ?                    |
|             | الأمم المتحدة                             | 24 أكتوبر 1945       | 14 ديسمبر 1955       |
|             | البنك الدولي للإنشاء والتعمير             | 27 ديسمبر 1945       | 27 مارس 1947         |
|             | المنظمة الهيدروغرافية الدولية             | ?                    | ?                    |

## أعلام
هذه قائمة لبعض الشخصيات التي تربطها علاقات بالبلدين:
- دنيس فيلانويفا (لاعب كرة قدم فلبيني، 28 أبريل 1992[32] – )

## وصلات خارجية
- موقع وزارة الخارجية الفلبينية
- موقع وزارة الخارجية الإيطالية